# Knud Billes forunderlige verden
Knud Billes forunderlige Verden er den 8. bog af den danske forfatter Søren Jessen fra 1996. Bogen er skrevet af Søren Jessen, som blev inspireret til at skrive historien af sine to sønner. 

## Handling
Bogen handler om den unge dreng, Knud Bille, som lider af mange sygdomme, som hans mor har læst om i det store lægeleksikon. Han kan ikke tåle støv, hvilket gør, at hans mor konstant rengør deres hus. Hans far er desuden ude at sejle, så det er hans mor der opdrager ham. Knuds mor lader ham blive meget hjemme, da hun mener, han kun vil blive mere syg af det. Han er meget alene og har næsten ingen venner. En dag, da han er alene hjemme, møder han en meget mærkelig kat med et skildpaddeskjold på ryggen, hvilket er starten på et usædvanligt eventyr.